# Jewgienij Barbakow
Jewgienij Aleksandrowicz Barbakow (ros. Евгений Александрович Барбаков; ur. 10 czerwca 1954 w Rostowie nad Donem) – rosyjski wioślarz reprezentujący ZSRR, srebrny medalista olimpijski.

## Kariera
Wystąpił na igrzyskach olimpijskich w Montrealu w 1976, zajmując czwarte miejsce w dwójkach podwójnych. Walkę o podium przegrał tam z osadą NRD o 1,42 sekundy. Na rozgrywanych cztery lata później igrzyskach olimpijskich w Moskwie osada ZSRR w składzie: Jurij Szapoczka, Jewgienij Barbakow, Walerij Kleszniow i Mykoła Dowhań zdobyła srebrny medal. W finale o 1,66 sekundy przegrali z osadą NRD, a o 0,91 sekundy wyprzedzili Bułgarię. 
Jako czynny sportowiec trenował w klubie wojskowym, osiągając stopień majora. Po zakończeniu kariery został trenerem wioślarstwa.